# Flamingomyces ruppiae
Flamingomyces ruppiae är en svampart som först beskrevs av Feldmann, och fick sitt nu gällande namn av R. Bauer, M. Lutz, Piatek, Vánky & Oberw. 2007. Flamingomyces ruppiae ingår i släktet Flamingomyces och familjen Urocystidaceae.   Inga underarter finns listade i Catalogue of Life.